# Bitter SC
Der Bitter SC war das zweite Modell des deutschen Herstellers Bitter. Es löste den Bitter CD ab und basierte ebenfalls auf Großserientechnik von Opel. Die offizielle Vorstellung des Bitter SC Coupés fand im Frühjahr 1980 anlässlich des Großen Preises der Formel 1 von Monaco statt, bei dem es als Safety Car seinen Einsatz hatte.
Der SC wurde ab Anfang 1981 produziert und war im Laufe der Jahre in drei Karosserieversionen lieferbar. Neben dem Coupé, dem Volumenmodell der Reihe, wurden ab Frühjahr 1983 ein Cabrio sowie ab Spätsommer 1985 eine viertürige Stufenhecklimousine mit der Bezeichnung SC Sedan angeboten.
Bis zur Produktionseinstellung im Spätherbst 1989 wurden insgesamt 488 Exemplare des Bitter SC-Serie hergestellt. Der indirekte Nachfolger sollte der Prototyp Type 3 werden.

## Entwicklungsgeschichte

### Das Konzept
Bei dem SC wiederholte Erich Bitter den konzeptionellen Ansatz des CD. Wiederum schuf er ein elegant gestaltetes Fahrzeug mit italienisch anmutender Karosserie und unproblematischer Großserientechnik. Erich Bitter erklärte seine Vorliebe für Großserientechnik mit folgenden Worten: „Ich möchte, dass mein Auto, wenn ich es in den Bergen abgestellt habe und zum Ski-Fahren gegangen bin, auch nach fünf Tagen in der Kälte ohne Probleme anspringt. Welch einen Sinn hat ein Auto, das bei schwierigen Bedingungen nicht fährt?“.
Im Falle des SC schied ein Rückgriff auf die souverän motorisierte Diplomat-Technik aus: Opel hatte die Produktion des großen Diplomat im Sommer 1977 eingestellt. Zwar verfügte Bitter noch über eine Reihe von Diplomat-Teilen, mit denen er die Produktion des CD für ein weiteres Jahr sichern konnte; danach allerdings brauchte er ein neues Modell. Bereits im Frühjahr 1977 konnte sich Bitter das Recht sichern, den zu dieser Zeit noch gar nicht präsentierten Opel Senator A als technische Basis für ein neues Coupé zu verwenden. Der Vorteil dieser Technik lag in ihrer Zuverlässigkeit und der problemlosen Verfügbarkeit.
Im Hinblick auf Sportlichkeit und Exklusivität blieb sie aber deutlich hinter dem Achtzylinder des Diplomat zurück. Einige Beobachter empfanden die Technik als geradezu bürgerlich und sahen in ihr einen wesentlichen Grund für die geringe Verbreitung des SC.
Anders als beim CD erhielt Bitter – abgesehen von der Bereitstellung der technischen Komponenten – keine nennenswerte Unterstützung durch Opel. Die Entwicklungsarbeit musste Bitter daher allein durchführen; sie dauerte zwei Jahre und kostete rund 8 Millionen Deutsche Mark. Dies konnte Bitter nur durch Investitionen von außen leisten, namentlich durch einen Schweizer Industriellen.

### Karosserie
Erich Bitter dachte zunächst wie im Fall des CD lediglich an eine Coupé-Variante. Der erste Entwurf der Karosserie stammte von Erich Bitter selbst. Anders als der CD hatte der neue SC kein Schrägheck, sondern ein Stufenheck mit einer ausgeprägten Trapezlinie, die deutlich an den von Pininfarina entworfenen Ferrari 400 erinnerte und eine ähnliche Eleganz in der Erscheinung und im Detail aufwies. Wie der Ferrari hatte auch der Bitter SC Klappscheinwerfer. Bitters Entwurf wurde sodann von den Opel-Designern Henry Haga und Georges Gallion überarbeitet. Die Detailarbeiten am Design und am Karosserieaufbau wurden schließlich von Giovanni Michelotti in Turin ausgeführt. Alles in allem verwendete Bitter viele Opel-Teile, die allerdings jedenfalls am Exterieur nicht ohne weiteres erkennbar waren. Anbauteile wie Leuchten und Türgriffe waren Zulieferteile für Großserienhersteller, die Heckleuchten beispielsweise gab es auch im Lancia Beta Montecarlo (und nicht, wie vielfach vermutet, vom Fiat X1/9), die vorderen Leuchteinheiten im Ferrari Mondial.

### Die Antriebstechnik
In der frühen Entwicklungsphase gab es Pläne, den SC wie schon zuvor den CD mit einem Achtzylinder-Motor auszustatten. Als Antriebsquellen waren Motoren von Lamborghini – hier der 3,5 Liter-Achtzylinder aus dem Urraco – und von Holden in Erwägung gezogen und jedenfalls auf Prüfständen auch getestet worden. Diese Idee scheiterte allerdings an dem Geräusch- und dem Abgasverhalten der großen Motoren. Stattdessen griff Bitter auf die Antriebstechnik des Opel Senator und Opel Monza zurück. Der Wagen war zunächst mit einem nicht wesentlich veränderten Sechszylinder-Reihenmotor mit einem Hubraum von 2968 cm³ aus dem Senator ausgestattet. In den letzten Modelljahren wurde er zusätzlich mit einem 3848 cm³ großen Reihen-Sechszylinder von Tuner Mantzel ausgestattet. Einzelne Fahrzeuge erhielten schließlich einen Allradantrieb von Ferguson.

### Die Produktion
Ebenso wie beim Bitter CD war die Produktion des SC weitgehend ausgelagert. Nach dem für Kleinserienhersteller gängigen Konzept sollte die Karosserie in einem externen Werk hergestellt werden, bevor sie zu Bitter nach Schwelm transportiert und dort mit der Antriebstechnik zusammengefügt wurde.
Beim CD war die Karosserie bei Baur hergestellt worden. Dieser Weg schied allerdings für den SC aus. Nachdem Ende 1979 der letzte CD das Band bei Baur verlassen hatte, hatte Baur mit der Produktion des BMW M1 eine Alternative gefunden, die den Betrieb so weit auslastete, dass für den Bau des neuen Bitter keine Kapazitäten mehr frei waren. Erich Bitter wich daher nach Norditalien aus, wo es seit Jahrzehnten eine große Zahl von kleinen, unabhängigen Karosseriewerken gab, die für andere Fahrzeughersteller mehr oder weniger in Handarbeit einzeln oder in Kleinserie Aufbauten fertigten. Zunächst fiel die Wahl auf das Karosseriebauunternehmen OCRA in Turin, einen vergleichsweise jungen Betrieb mit geringer Erfahrung. Zwischen Anfang 1981 und Frühjahr 1982 stellte OCRA insgesamt 79 Karosserien her, die insgesamt von schlechter Qualität waren. Sie wurden aus Recycling-Blech gefertigt und waren daher ausgesprochen rostanfällig; einige Fahrzeuge begannen bereits wenige Monate nach der Auslieferung zu rosten.
Im Frühjahr 1982 kündigte Bitter den Vertrag mit OCRA. Die Produktion wurde daraufhin zu der ebenfalls in Turin ansässigen Carrozzeria Maggiora verlagert, einem ebenso erfahrenen wie renommierten Betrieb, der seinerzeit auch Karosserien für Maserati und Bristol herstellte. Einzelne Fahrzeuge sollen auch bei Zagato komplettiert worden sein. Das Leder für das Interieur wurde von SALT in Turin bezogen. Bis Ende 1983 wurden die Fahrzeuge bei Bitter in Schwelm komplettiert. Allerdings stieß das kleine Werk bald an seine Grenzen, denn dort konnte meist nur ein Auto pro Woche fertiggestellt werden.
Angesichts der Planungen für eine Ausweitung der Produktion fand Bitter schließlich die Möglichkeit, die Autos bei Steyr Daimler Puch in Graz komplettieren zu lassen. Dort wurden bis Ende 1989 etwa drei bis vier Autos wöchentlich hergestellt.

## Karosserieversionen

### Coupé
Das SC Coupé kam im Frühjahr 1981 als erste Version auf den Markt und war das Volumenmodell der Serie. Mit 461 hergestellten Exemplaren war es auch die am häufigsten anzutreffende Variante.

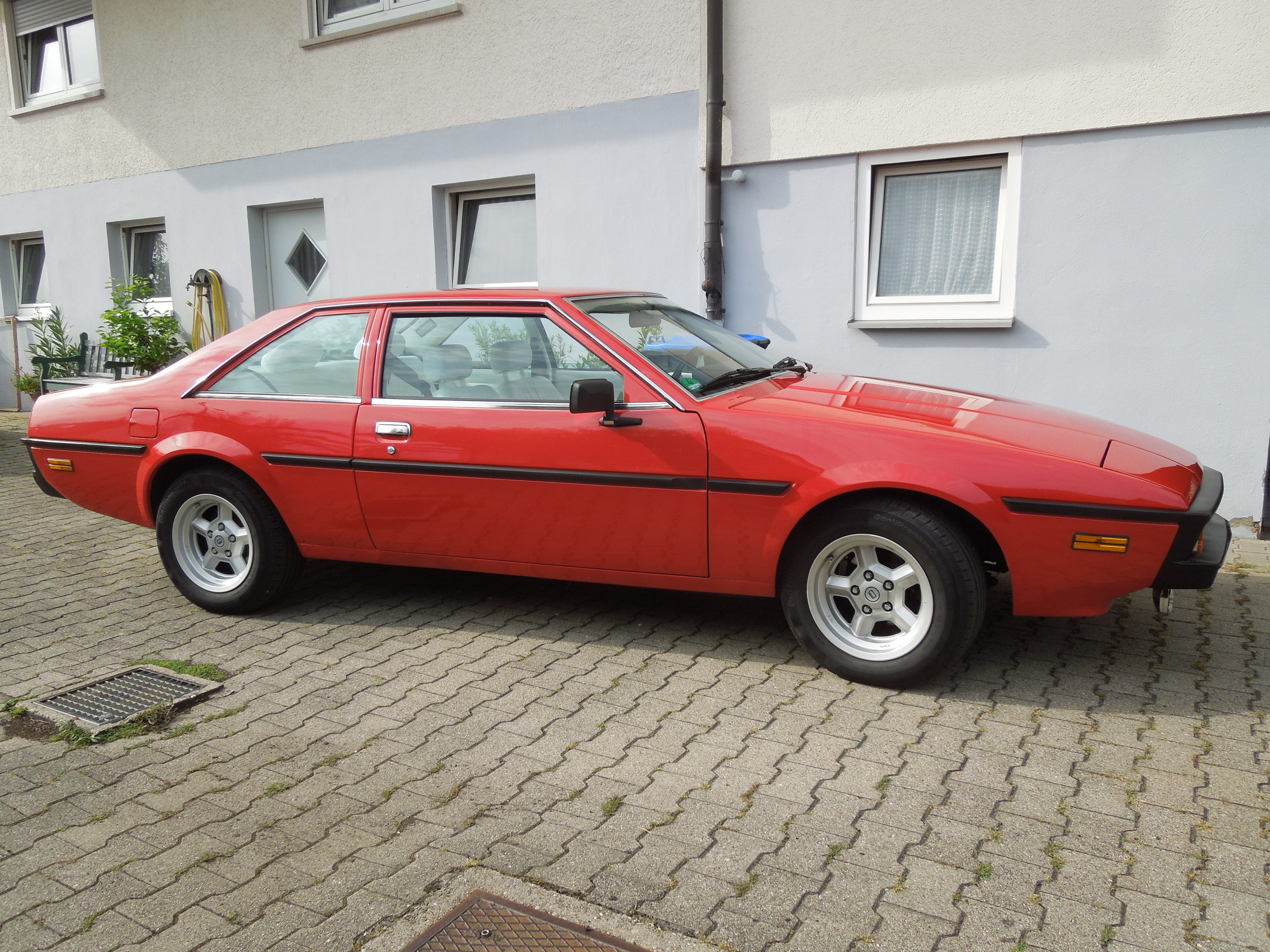
Bitter SC 3.9 Coupé
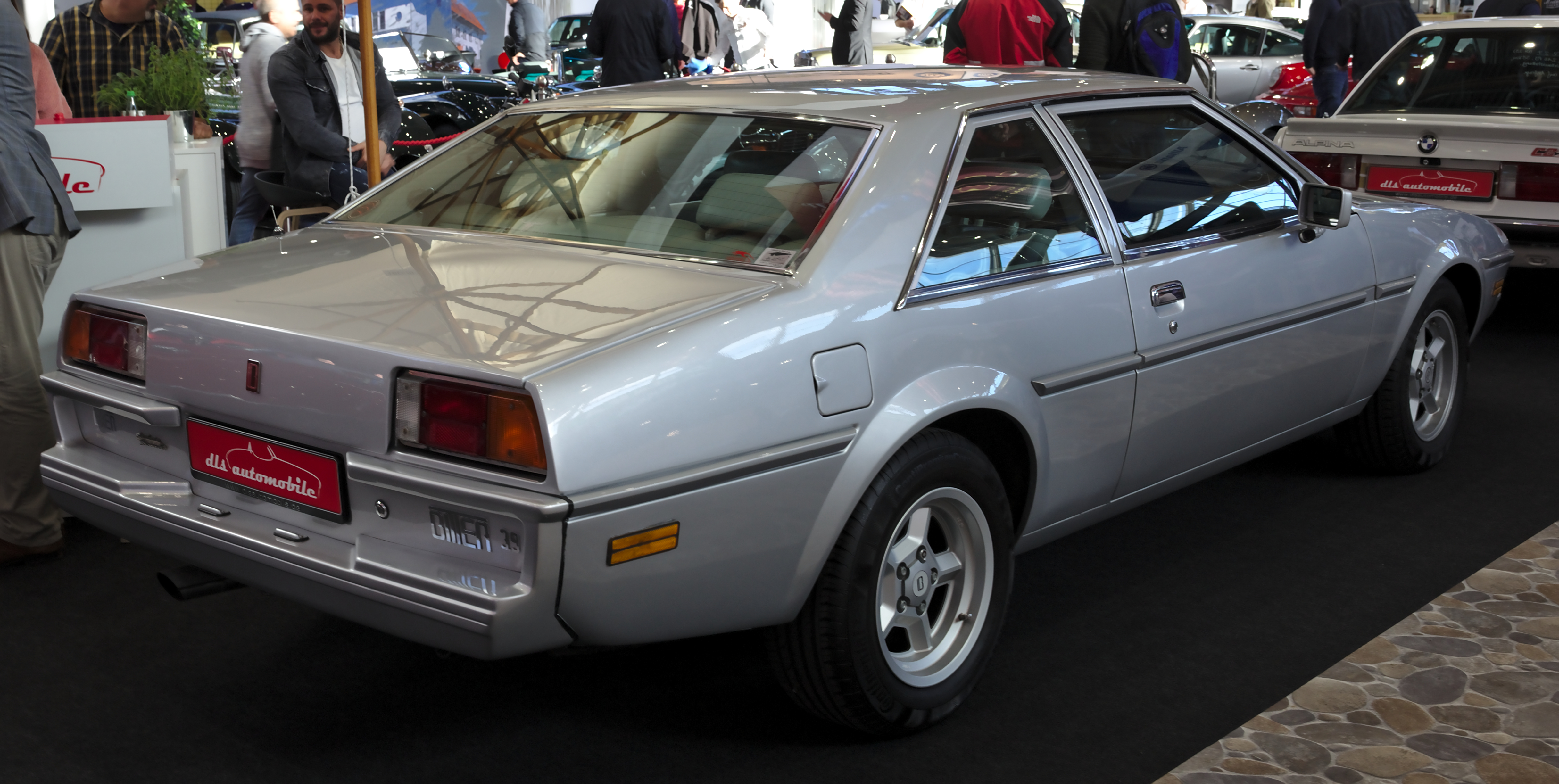
Heckansicht
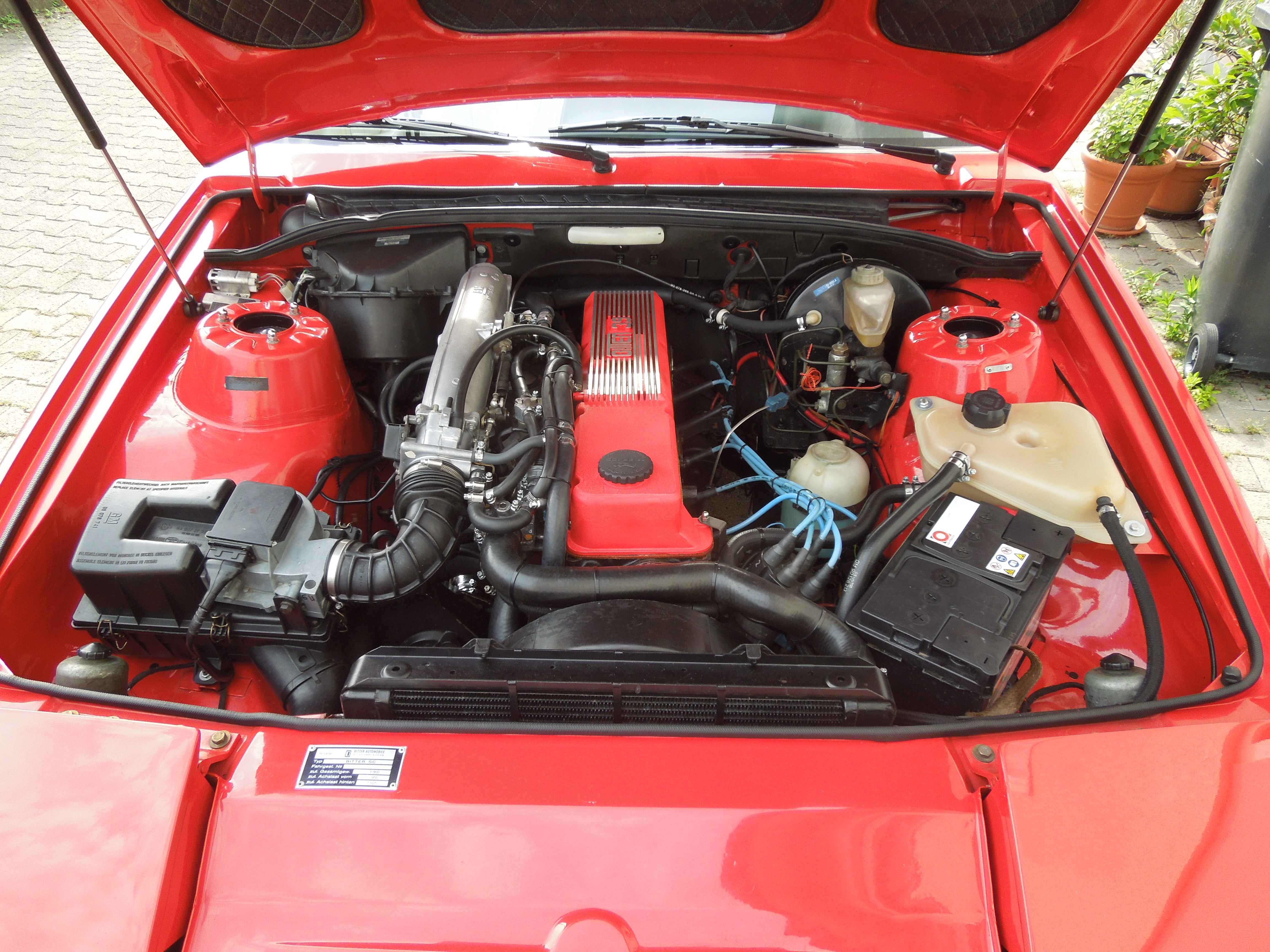
Motorraum
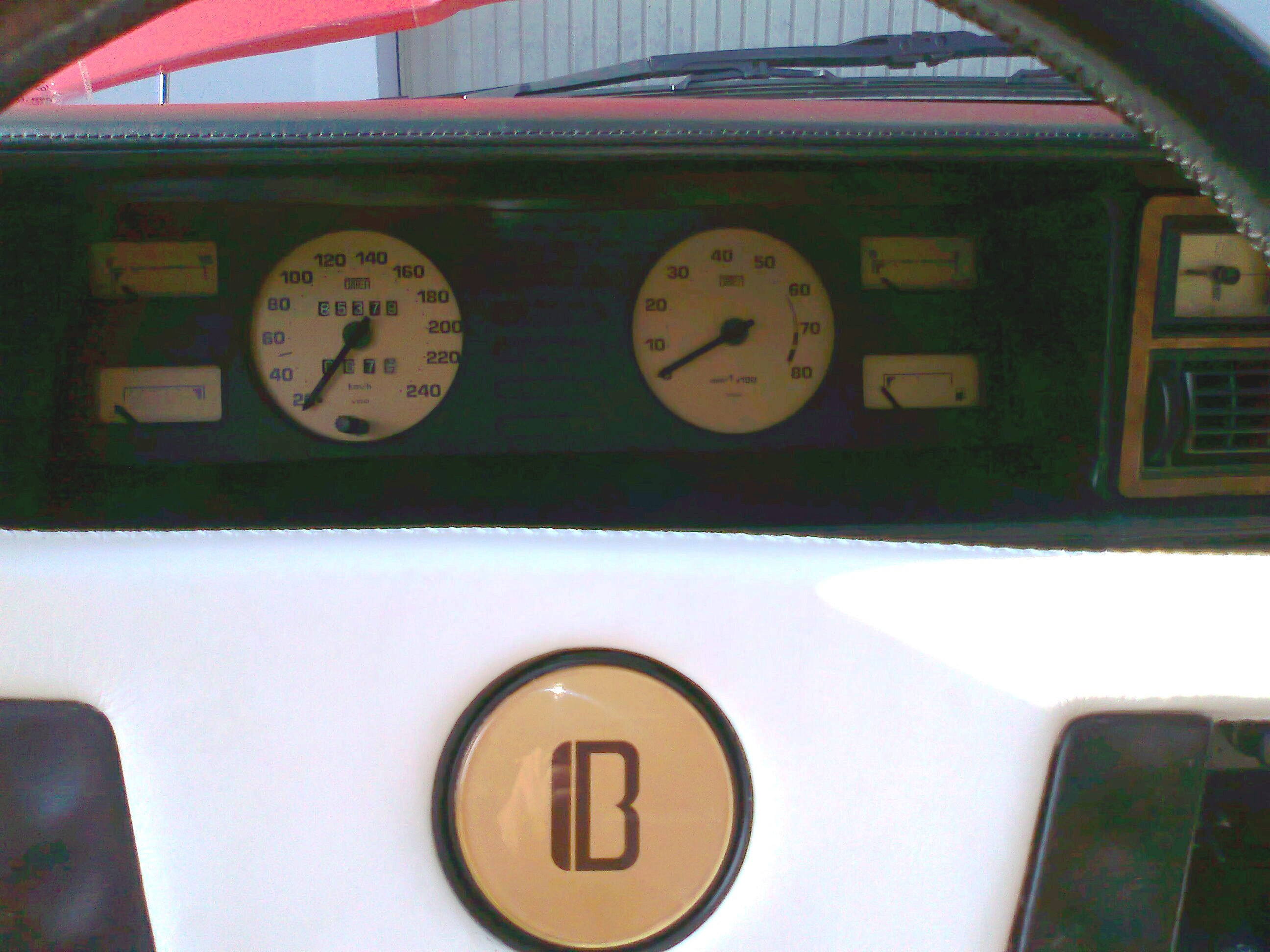
Cockpit
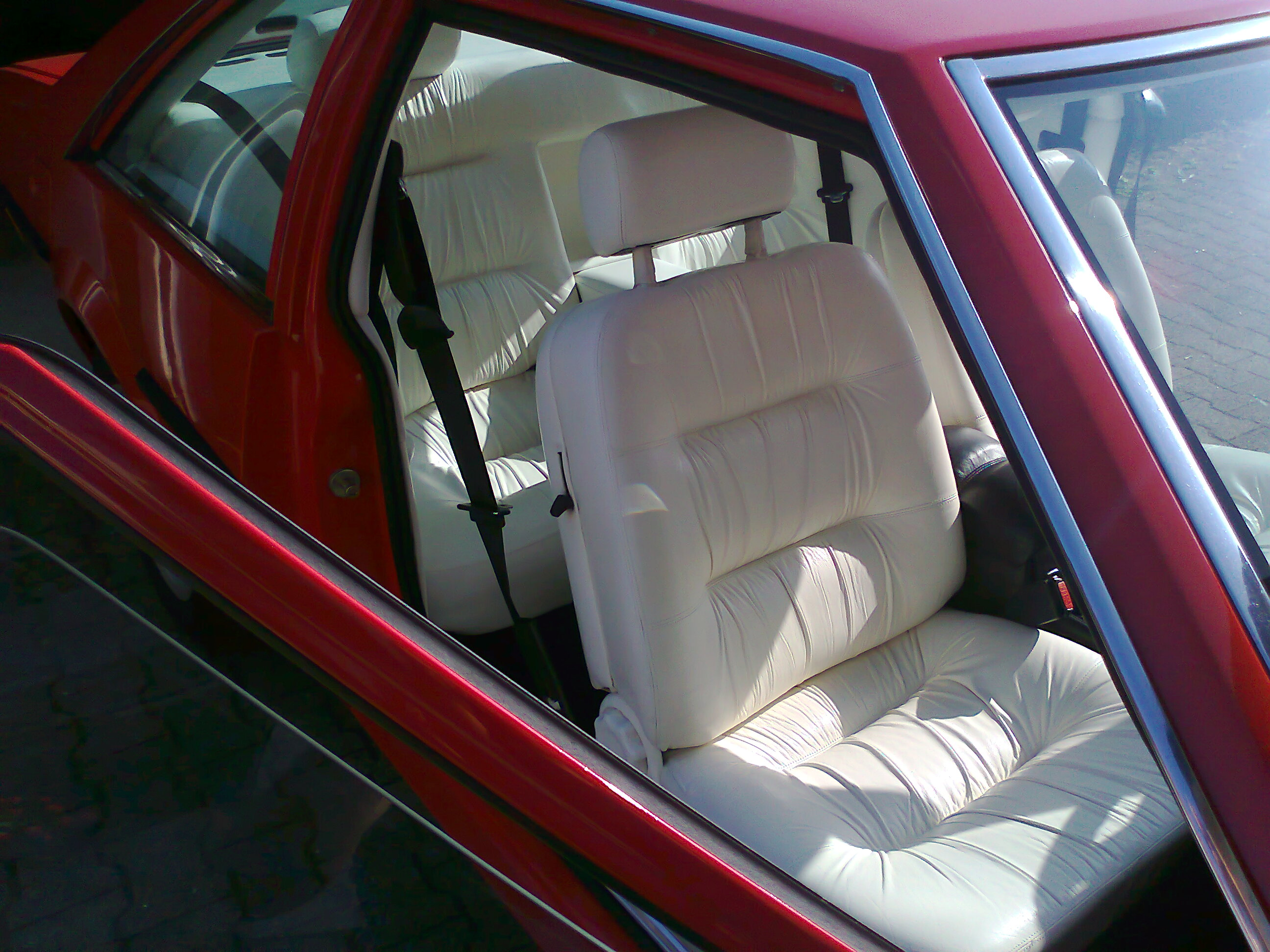
Komplett-Lederausstattung

### Cabriolet
Im Frühjahr 1983 wurde die Baureihe durch das SC Cabriolet ergänzt. Das Verdeck beruhte auf einer Konstruktion, die der Zulieferer Keinath für eine limitierte Serie von 144 Cabriolets auf Basis des Opel Monza entwickelt hatte.
Bis Ende 1989 entstanden nur 22 Cabriolets.

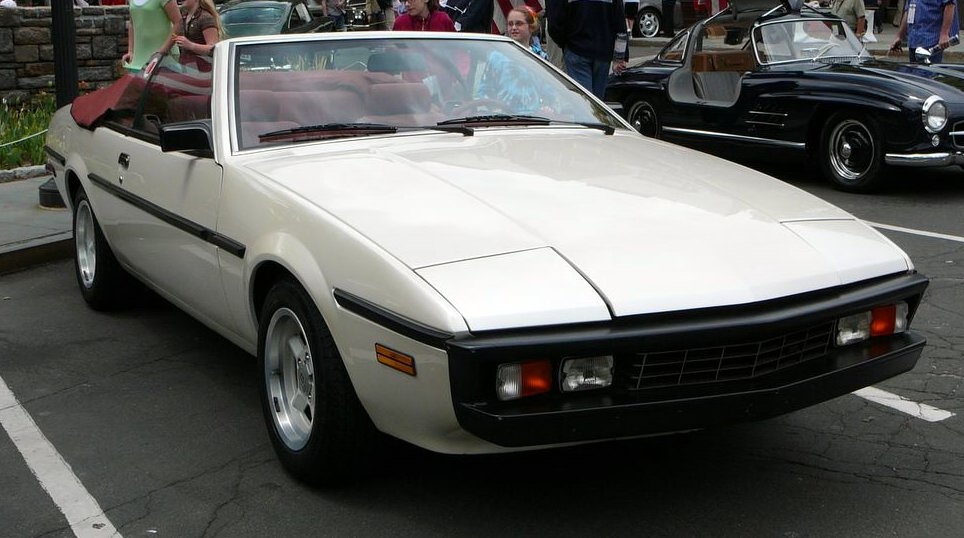
Bitter SC Cabrio (1983–1989)
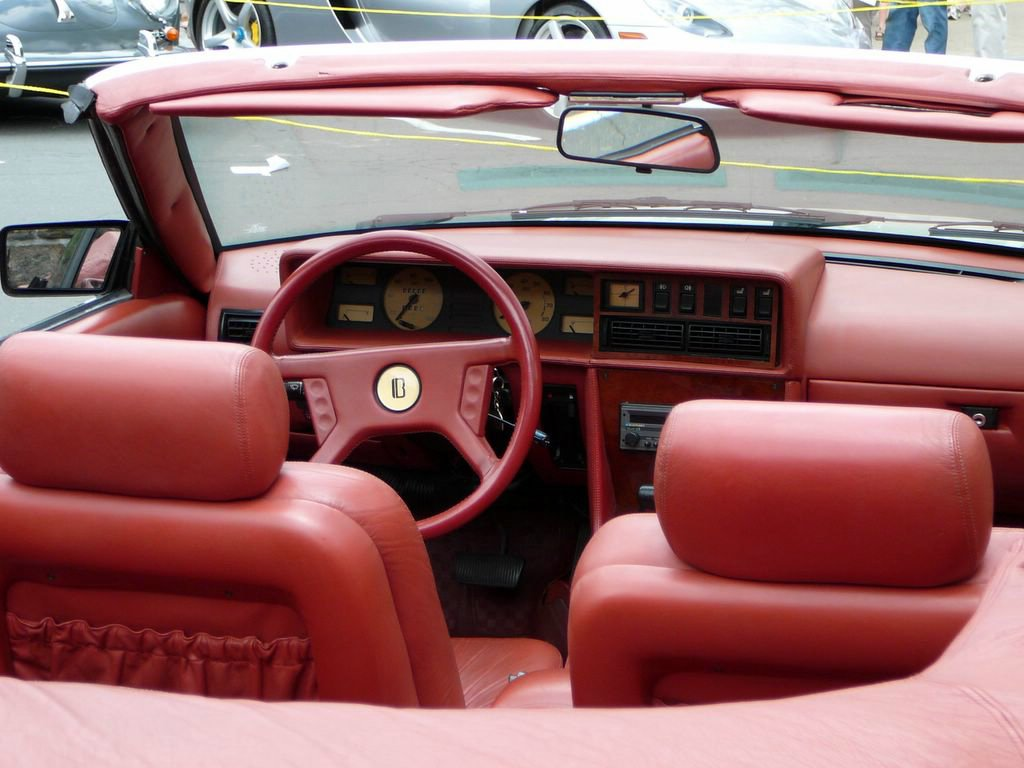
Innenraum des SC Cabrio

### Sedan
Der Sedan ergänzte ab Spätsommer 1985 die Modellpalette. Die viertürige Limousine mit Stufenheck war in erster Linie für den Verkauf in den USA konzipiert. Sie hatte einen verlängerten Radstand. 
Der erste Prototyp entstand bereits 1984. Der SC Sedan ist eine verlängerte Version des Coupés. Antriebstechnik und Dachhöhe blieben unverändert. Der Prototyp wurde von dem 3,0 Liter großen Sechszylinder des Opel Senator angetrieben und hatte ein manuell zu schaltendes Fünfganggetriebe. Die ab Mitte 1985 hergestellten Serienfahrzeuge wichen in einigen Details von diesem Prototyp ab. Ihr Dach war höher, sie wurden von dem 3,9 Liter großen Mantzel-Motor angetrieben und hatten ausnahmslos ein automatisches Getriebe.

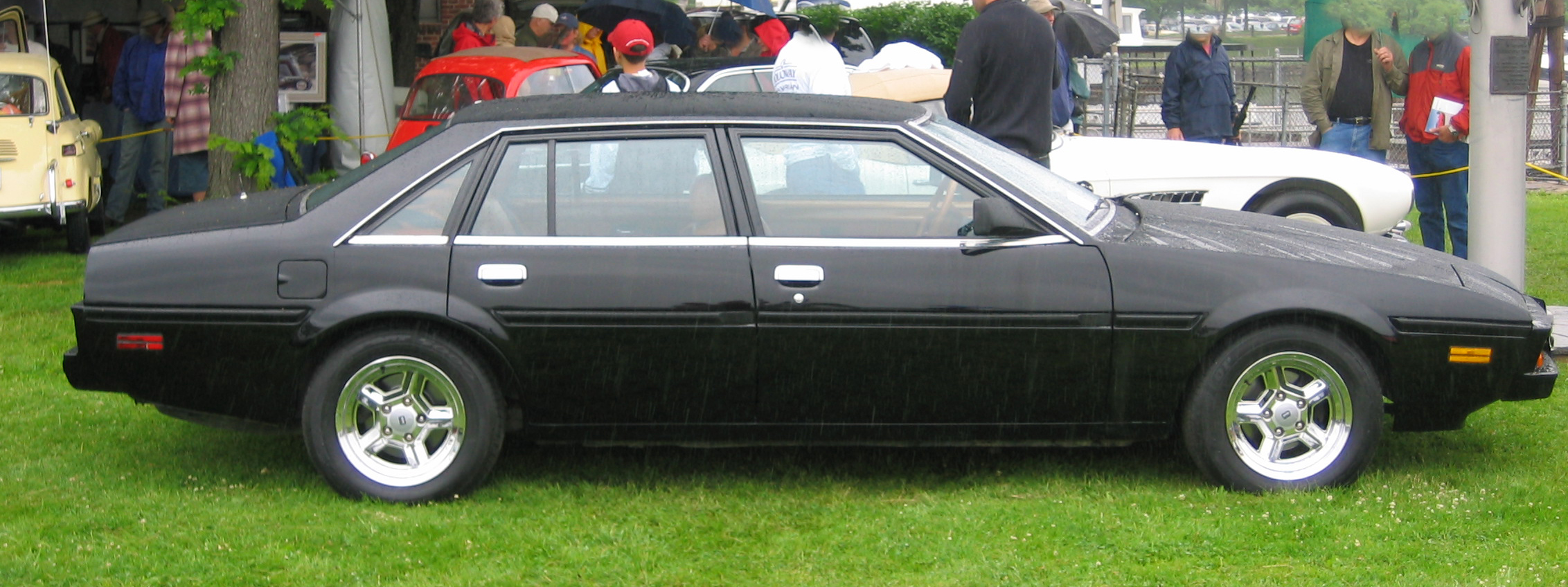
Bitter SC Sedan (1985–1988)

Vom SC Sedan wurden bis Mitte 1988 nur vier Stück hergestellt. Drei von ihnen existieren noch. Der Prototyp gehört heute einem niederländischen Sammler.

## Produktionszahlen und technische Daten

### Die Motoren
| Modell        | Leistung                     | Drehmoment          | Verdichtung | Bohrung × Hub     |
| ------------- | ---------------------------- | ------------------- | ----------- | ----------------- |
| Bitter SC 3,0 | 132 kW (180 PS) bei 5800/min | 248 Nm bei 4800/min | 9,4 : 1     | 95,0 mm × 69,8 mm |
| Bitter SC 3,9 | 154 kW (210 PS) bei 5100/min | 327 Nm bei 3400/min | 9,4 : 1     | 95,0 mm × 90,5 mm |

### Stückzahlen
| Modell           | Linkslenker | Rechtslenker | Prototypen    | Gesamt    |
| ---------------- | ----------- | ------------ | ------------- | --------- |
| Bitter SC Coupé  | 432 Stück   | 29 Stück     | nicht bekannt | 461 Stück |
| Bitter SC Cabrio | 20 Stück    | 1 Stück      | 1 Stück       | 22 Stück  |
| Bitter SC Sedan  | 4 Stück     | 0 Stück      | 1 Stück       | 5 Stück   |

Daten
| Modell           | Länge                        | Breite  | Höhe    | Radstand | Leergewicht                                                 |
| ---------------- | ---------------------------- | ------- | ------- | -------- | ----------------------------------------------------------- |
| Bitter SC Coupé  | 4850 mm 4910 mm (US-Version) | 1820 mm | 1350 mm | 2683 mm  | 1515 kg 1535 kg (autom.) 1540 kg (3,9) 1560 kg (3,9 autom.) |
| Bitter SC Cabrio | 4910 mm                      | 1820 mm | 1330 mm | 2683 mm  | 1650 kg 1670 kg (autom.)                                    |
| Bitter SC Sedan  | 5060 mm                      | 1820 mm | 1370 mm | 2683 mm  | 1590 kg 1610 kg (autom.) 1615 kg (3,9) 1635 kg (3,9 autom.) |

### Fahrleistungen
| Modell               | Höchstgeschwindigkeit         | Beschleunigung 0 bis 100 km/h         |
| -------------------- | ----------------------------- | ------------------------------------- |
| Bitter SC 3,0 Coupé  | 215 km/h 210 km/h (automatik) | 8,6 Sekunden 9,6 Sekunden (automatik) |
| Bitter SC 3,9 Coupé  | 230 km/h 220 km/h (automatik) | 7,6 Sekunden 8,6 Sekunden (automatik) |
| Bitter SC 3,9 Cabrio | 215 km/h 210 km/h (automatik) | 7,8 Sekunden 8,8 Sekunden (automatik) |
| Bitter SC 3,0 Sedan  | 215 km/h 210 km/h (automatik) | 8,8 Sekunden 9,8 Sekunden (automatik) |
| Bitter SC 3,9 Sedan  | 230 km/h 220 km/h (automatik) | 7,8 Sekunden 8,8 Sekunden (automatik) |

## Prominente Bitter-Fahrer
Sowohl Bitter CD als auch Bitter SC waren bei Prominenten beliebte Fahrzeuge. Zu den dokumentierbaren bekanntesten Bitter-Fahrern gehörten:
- Paul Breitner
- Udo Lattek
- Rosi Mittermaier
- Christian Neureuther
- Bernhard Russi
- Ireen Sheer
- Dietrich Thurau
- Bernd Hölzenbein
- Jürgen Grabowski[8]
- Uschi Glas
- Karl-Heinz Rummenigge
- Erich Ribbeck
- Howard Carpendale
- Heino
- Rainier III.
- Konsul Weyer
- Walter Röhrl
- Anneliese Abarth
- Günter Netzer
- Heidi Hetzer
- Wolfgang Junginger
- Alfred Hagn
- Michael Nader
- Leopold Prinz von Bayern[9]
- Terry Wogan[9]
- Stefan Bellof